# Björkviken
Björkviken è un'area urbana della Svezia situata nel comune di Borgholm, contea di Kalmar.
La popolazione risultante dal censimento 2010 era di 208 abitanti.